# Amata kolthoffi
Amata kolthoffi är en fjärilsart som beskrevs av Felix Bryk 1941. Amata kolthoffi ingår i släktet Amata och familjen björnspinnare. Inga underarter finns listade i Catalogue of Life.